# Ernst Mosch
Ernst Mosch  (7 novembre 1925 à Zwodau,  Tchécoslovaquie - 15 mai 1999 à Germaringen) était un chanteur, chef d'orchestre et compositeur allemand. Il fonda et dirigea les Original Egerländer Musikanten et était connu dans le milieu de la musique traditionnelle comme Der König der Blasmusik (de), "le roi de la fanfare".

## Ses arrangements
- Der Falkenauer (marche)
- Ein Lied aus der Heimat (valse)
- Dompfaff (polka)
- Egerländer Musikantenmarsch
- Saazer Hopfen (polka)
- Bis bald auf Wiederseh'n (polka)
- Wir sind Kinder von der Eger (polka)
- Sterne der Heimat (polka)
- Du, nur Du (polka)
- Mondschein an der Eger (valse)
- Böhmischer Wind (valse)
- Die Musik, die geht uns ins Blut (polka)